# التحديث الخامس

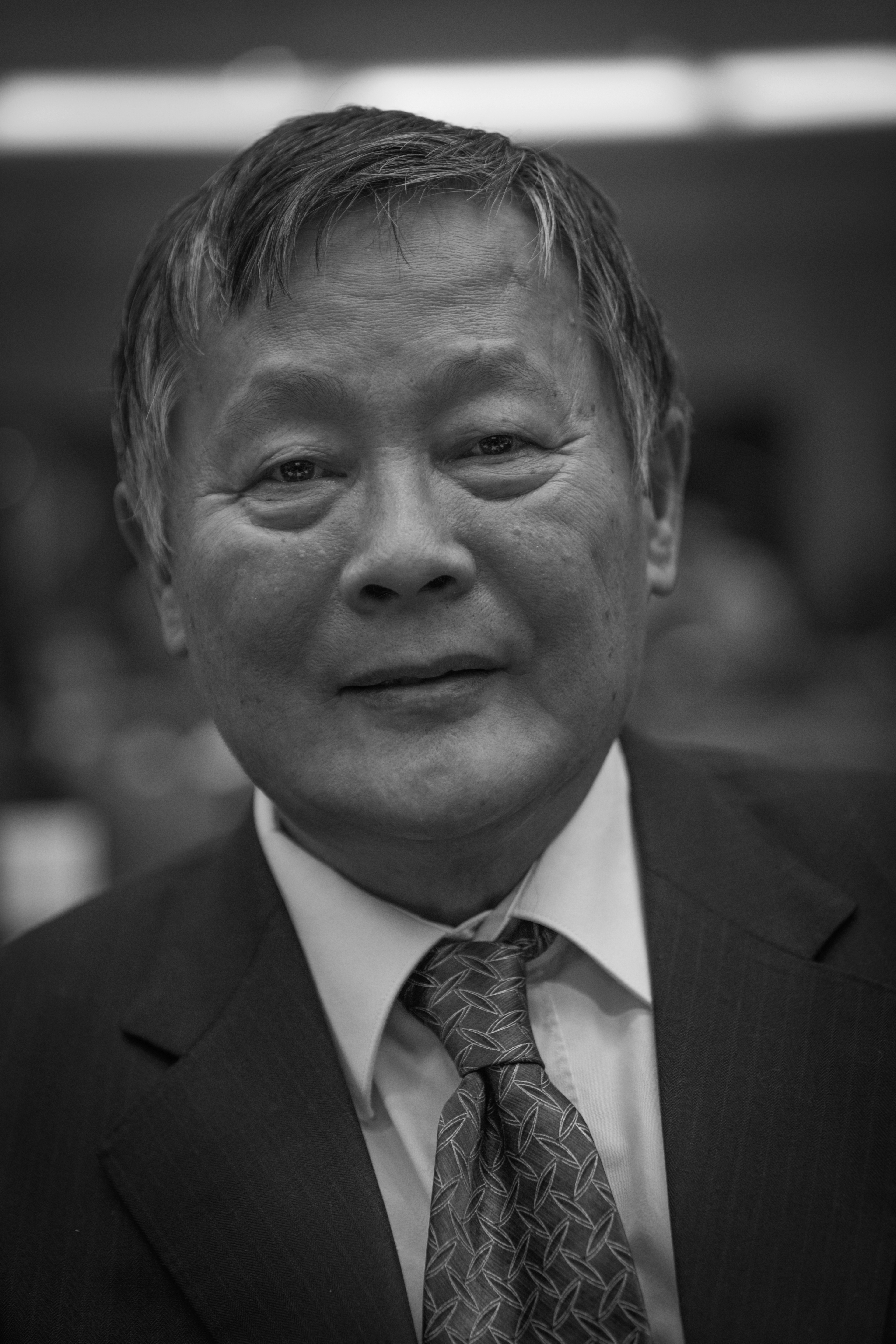
وي جينغشنغ ناشط حقوقي صيني إشتهر بتورطه في الحركة الديمقراطية الصينية ولقد فاز بجائزة سخاروف لحرية الفكر عام 1996

التحديث الخامس هو مقال بقلم الناشط في مجال حقوق الإنسان وي جينغشينغ، وقد بدأ في الأصل كملصق حائط موقّع وُضِع على جدار الديمقراطية في بكين في 5 ديسمبر 1978.

## ملخص
دعا الملصق الحزب الشيوعي الصيني إلى إضافة الديمقراطية إلى قائمة التحديثات الأربعة التي تشمل الصناعة والزراعة والعلوم والتكنولوجيا والدفاع الوطني. لقد نصت على الديمقراطية على أنها تحديث إضافي يجب أن يؤخذ إذا كانت الصين تريد حقًا تحديث نفسها. ستشمل التحديثات الخمسة ما يلي:
- الديمقراطية.
- الزراعة.
- الصناعة.
- الدفاع الوطني.
- العلوم والتكنولوجيا.